# Chaerephon jobensis
Chaerephon jobensis es una especie de murciélago de la familia Molossidae.

## Distribución geográfica
Se encuentra en Indonesia, Papúa Nueva Guinea y Australia.